# Richard Garcia
Richard Garcia, né le 4 septembre 1981 à Perth, est un footballeur international australien reconverti comme entraîneur et actuellement au poste d'adjoint avec la sélection olympique australienne.

## Biographie

### Parcours en club
Richard Garcia est parti d'Australie pour l'Angleterre à l'âge de quinze ans.

### Parcours en sélection
Lors d'une entrevue avec un journaliste avril 2008, Garcia explique qu'il a l'ambition de jouer pour les Socceroos, et que sa bonne prestation avec Hull City, qui était sur le point de revenir en Premier League, allait l'aider à s'imposer en équipe nationale. Le 19 août 2008, il fête sa première sélection avec les Socceroos contre l'Afrique du Sud à Loftus Road, à Londres.

## Vie personnelle
Garcia parle couramment espagnol, son père étant Uruguayen, et soutient le Real Madrid[réf. nécessaire].

## Palmarès

### En club
Colchester United
- Vice-champion d'Angleterre de troisième division en 2005-2006

 Perth Glory
- Finaliste de la Coupe d'Australie en 2014 et 2015

### En sélection
Australie
- Finaliste de la Coupe d'Asie des nations en 2011